# County Down
County Down, (Iers: Contae an Dúin) is een van de zes graafschappen van Noord-Ierland in de vroegere provincie Ulster. Het heeft een oppervlakte van 2447 km², en telt 329.000 inwoners (2002). Hoofdstad is Downpatrick.
In het graafschap liggen de granieten Mountains of Mourne. De bergketen is beroemd geworden door het Ierse lied The Mountains of Mourne van Percy French. De hoogste piek is de Slieve Donard (848 meter).
Een gedeelte van het graafschap staat bekend als "Brontë Country" omdat Patrick Brontë, vader van Anne Charlotte en Emily Brontë, hier opgroeide.

## Plaatsen in County Down
- Ardglass
- Ballyhalbert
- Ballywalter
- Banbridge
- Bangor (Noord-Ierland)
- Bryansford
- Carryduff
- Castlewellan
- Comber
- Crawfordsburn
- Donaghadee
- Downpatrick
- Dromara
- Dundonald
- Gilnahirk
- Gransha
- Greyabbey
- Hillsborough (Noord-Ierland)
- Holywood
- Helen's Bay
- Kilkeel
- Lisburn
- Newcastle (Noord-Ierland)
- Newry
- Newtownards
- Portaferry
- Rostrevor
- Saintfield
- Seahill
- Warrenpoint

## Bezienswaardigheden
- Giant's Ring, een henge met ganggraf uit het neolithicum
- Legananny Dolmen, een ganggraf uit het neolithicum
- Mahee Castle, een zestiende-eeuws kasteel op Mahee Island